# Блочная сортировка

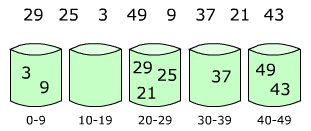
Элементы распределяются по корзинам

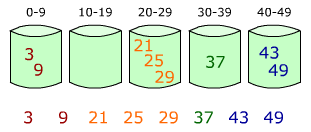
Затем элементы в каждой корзине сортируются

Блочная сортировка (Карманная сортировка, корзинная сортировка, англ. Bucket sort) — алгоритм сортировки, в котором сортируемые элементы распределяются между конечным числом отдельных блоков (карманов, корзин) так, чтобы все элементы в каждом следующем по порядку блоке были всегда больше (или меньше), чем в предыдущем. Каждый блок затем сортируется отдельно, либо рекурсивно тем же методом, либо другим. Затем элементы помещаются обратно в массив. Этот тип сортировки может обладать линейным временем исполнения.
Данный алгоритм требует знаний о природе сортируемых данных, выходящих за рамки функций "сравнить" и "поменять местами", достаточных для сортировки слиянием, сортировки пирамидой, быстрой сортировки, сортировки Шелла, сортировки вставкой.
Преимущества: относится к классу быстрых алгоритмов с линейным временем исполнения O(N) (на удачных входных данных).
Недостатки: сильно деградирует при большом количестве мало отличных элементов, или же на неудачной функции получения номера корзины по содержимому элемента. В некоторых таких случаях для строк, возникающих в реализациях основанного на сортировке строк алгоритма сжатия BWT, оказывается, что быстрая сортировка строк в версии Седжвика значительно превосходит блочную сортировку скоростью.

## Алгоритм
Если входные элементы подчиняются равномерному закону распределения, то математическое ожидание времени работы алгоритма карманной сортировки является линейным. Это возможно благодаря определенным предположениям о входных данных. При карманной сортировке предполагается, что входные данные равномерно распределены на отрезке [0, 1).
Идея алгоритма заключается в том, чтобы разбить отрезок [0, 1) на n одинаковых отрезков (карманов), и разделить по этим карманам n входных величин. Поскольку входные числа равномерно распределены, предполагается, что в каждый карман попадет небольшое количество чисел. Затем последовательно сортируются числа в карманах. Отсортированный массив получается путём последовательного перечисления элементов каждого кармана.

## Псевдокод
```
function
 bucket-sort(A, n) 
is

  buckets ← новый массив из n пустых элементов
  
for
 i = 0 
to
 (length(A)-1) 
do

    вставить 
A[i]
 в конец массива buckets[msbits(A[i], k)]
  
for
 i = 0 
to
 n - 1 
do

    next-sort(buckets[i])
  
return
 Конкатенация массивов buckets[0], ..., buckets[n-1]
```

На вход функции bucket-sort подаются сортируемый массив (список, коллекция и т.п.) A и количество блоков - n.
Массив buckets представляет собой массив массивов (массив списков, массив коллекций и т.п.), подходящих по природе к элементам A.
Функция msbits(x,k) тесно связана с количеством блоков - n (возвращает значение от 0 до n), и, в общем случае, возвращает k наиболее значимых битов из x (floor(x/2^(size(x)-k))). В качестве msbits(x,k) могут быть использованы разнообразные функции, подходящие по природе сортируемым данным и позволяющие разбить массив A на n блоков. Например, для символов A-Z это может быть сопоставление номерам букв 0-25, или возврат кода первой буквы (0-255) для ASCII набора символов; для чисел [0, 1) это может быть функция floor(n*A[i]), а для произвольного набора чисел в интервале [a, b) - функция floor(n*(A[i]-a)/(b-a)).
Функция next-sort также реализует алгоритм сортировки для каждого созданного на первом этапе блока. Рекурсивное использование bucket-sort в качестве next-sort превращает данный алгоритм в поразрядную сортировку. В случае n = 2 соответствует быстрой сортировке (хотя и с потенциально плохим выбором опорного элемента).

## Оценка сложности
Оценим сложность алгоритма блочной сортировки для случая, при котором в качестве алгоритма сортировки блоков (next-sort из псевдокода) используется сортировка вставками.
Для оценки сложности алгоритма введём случайную величину ni, обозначающую количество элементов, которые попадут в карман B[i]. Время работы сортировки вставками равно {\displaystyle O\left(n^{2}\right)}.
Время работы алгоритма карманной сортировки равно
{\displaystyle T(n)=\Theta (n)+\sum _{i=0}^{n-1}O(n_{i}^{2})}
Вычислим математическое ожидание обеих частей равенства:
{\displaystyle M\left(T(n)\right)=M\left(\Theta (n)+\sum _{i=0}^{n-1}O(n_{i}^{2})\right)=\Theta (n)+\sum _{i=0}^{n-1}O\left(M(n_{i}^{2})\right)}
Найдем величину {\displaystyle M(n_{i}^{2})}.
Введем случайную величину {\displaystyle X_{ij}}, которая равна 1, если A[j] попадает в i-й карман, и 0 в противном случае:
{\displaystyle n_{i}=\sum _{j=1}^{n}X_{ij}}
{\displaystyle {\begin{matrix}M\left(n_{i}^{2}\right)=&M\left[\left(\sum _{j=1}^{n}X_{ij}\right)^{2}\right]=M\left[\sum _{j=1}^{n}\sum _{k=1}^{n}X_{ij}X_{ik}\right]=\\\ &\sum _{j=1}^{n}M\left[X_{ij}^{2}\right]+\sum _{1\leq j\leq n}\ \sum _{1\leq k\leq n,k\neq j}M\left[X_{ij}X_{ik}\right]\end{matrix}}}
{\displaystyle M\left[X_{ij}^{2}\right]=1\cdot {\frac {1}{n}}+0\cdot \left(1-{\frac {1}{n}}\right)={\frac {1}{n}}}
Если k ≠ j, величины Xij и Xik независимы, поэтому:
{\displaystyle M\left[X_{ij}X_{ik}\right]=M\left[X_{ij}\right]M\left[X_{ik}\right]={\frac {1}{n^{2}}}}
Таким образом
{\displaystyle M\left(n_{i}^{2}\right)=\sum _{j=1}^{n}{\frac {1}{n}}+\sum _{1\leq j\leq n}\ \sum _{1\leq k\leq n,k\neq j}{\frac {1}{n^{2}}}=2-{\frac {1}{n}}}
Итак, ожидаемое время работы алгоритма карманной сортировки равно
{\displaystyle \Theta (n)+n\cdot O(2-1/n)=\Theta (n)}